# Cryptocarya longipetiolata
Cryptocarya longipetiolata är en lagerväxtart som beskrevs av André Joseph Guillaume Henri Kostermans. Cryptocarya longipetiolata ingår i släktet Cryptocarya och familjen lagerväxter. Inga underarter finns listade i Catalogue of Life.